# (8132) Vitginzburg
(8132) Vitginzburg – planetoida z grupy pasa głównego asteroid okrążająca Słońce w ciągu 4 lat i 95 dni w średniej odległości 2,63 au. Została odkryta 18 grudnia 1976 roku w Krymskim Obserwatorium Astrofizycznym w Naucznym na Krymie przez Ludmiłę Czernych. Nazwa planetoidy pochodzi od Witalija Ginzburga (ur. 1916), laureata Nagrody Nobla w dziedzinie fizyki w 2003 roku. Przed nadaniem oficjalnej nazwy planetoida nosiła oznaczenie tymczasowe (8132) 1976 YA6.